# فلاسفة الحكم في العصر الحديث
فلاسفة الحكم في العصر الحديث  كتاب للأديب عباس محمود العقاد (1889 - 1964) صدر عام 1950 عن دار المعارف ضمن سلسلة «اقرأ» في 152 صفحة. يقدم العقاد مجموعة من الآراء السياسية لفلاسفة مهمين من القرن العشرين طارحًا رؤيتهم في نظرية الحُكم والعقد المُنظم للعلاقة بين الأفراد والحاكم. هؤلاء الفلاسفة تحدثوا عن الديمقراطية والديكتاتورية والاشتراكية والشيوعية وغيرها من الأفكار السياسية التي عرفها القرن العشرين. تحدثوا عن مواقفهم منها وتوقعاتهم المستقبلية للفكر السياسي والممارسة السياسية.
كان الرأي الغالب عليهم جميعا أن الديمقراطية هي أفضل الأفكار الحالية لأنها تقدم الحل لمنع الفوضى، كما أنهم يرون أن الحكومات في كل الأحوال الديمقراطية وغير الديمقراطية تكون دائما حكم قلة للكثرة.

## محتوى الكتاب
(1) مقدِّمة
(2) جورج سيرويل
(3) فيلفريدو باريتو
(4) جايتانو موسكا 
(5) روبرت ميشل 
(6) جيمس برنهام
(7) فردريك أوجست ڤون هاييك (فريدريش فون هايك)
(8) جراهام والاس 
(9) تعقيب

## ملخص الكتاب
الفكر الإنسانى سلسلة مترابطة، وما صيغ في القرن العشرين أو شاع خلاله، ما كان ليصاغ لولا ما تقدمه من حلقات الحكم القديم والفلاسفة الأولين بدءًا من أفلاطون وهيرودوت وأرسطو وشيشرون.. وما توالى من بعدهم حتى أطللنا على العصر الحديث. تفلسف حكماء اليونان في مسألة الحكم كما تفلسفوا في سائر المسائل التي عرضت لعقل الإنسان في الزمن القديم، وقد صارت لهم قُبَيْل فلسفة الحكم ملاحظات واقعية دونها هيرودوت قبل مولد أفلاطون يتحدث فيها عن «المساواة»، وربما لو امتد به الأجل لأضاف دليلاً جديدًا على فضيلة الحرية، وهى ارتقاء الفكر ونبوغ الفلاسفة الذين يلقون أنوارهم على المسألة بحذافيرها ويتناولون قواعد الحكم وحقوق المحكومين على وجوهها.
وكان أفلاطون يعظم شأن الدولة بالقياس إلى الحرية الفردية، فالقوانين لا توضع لتمكين الفرد من أن يفعل ما يشاء، ولكن لهدايته إلى أحسن ما يستطيع. وقد نظر الفاشيون والاشتراكيون إلى أفلاطون كل من وجهة نظره، ففلسفته ترضى الفاشيين لأنه يكل الأمور إلى الولاة والزعماء، وترضى الاشتراكيين لأنه يحرم الملكية على الولاة ويسمح باشتراك الجمهور في الملك الواحد ويجعل للنساء حق الحكم مع الرجال.
ولا شك في ميل أفلاطون لحصر السلطان في الأيدى القليلة وإعراضه عن إطلاق حقوق الحكم لجميع المحكومين، بيد أنه يخطئ التفسير من يستندون إلى ذلك في تسويغ الاستبداد وقد يتعمدون تحويله عن معناه. وأفلاطون يقسم الحكومات إلى ثلاثة أنواع: حكومة الفرد، وحكومة الأعيان، وحكومة الشعب أو الديمقراطية، ولكل منها آفتها وحسنتها، وخير ما تكفله الحكومة لجميع المواطنين هو المساواة في الحرية.
أما أرسطو فإن كلامه عن المواطنين والحرية ينصرف إلى الأحرار دون الأرقاء، والتفرقة بين الحكومتين الصالحة والفاسدة هي عنده أصدق تفرقة قال بها الفلاسفة. وليس من رأيه أن الحكام «خير» الناس، فمعنى ذلك وصم من لا يتولون الحكم بأنهم أشرار، أو معناه أن أخيارًا قلائل هم الذين يستأثرون بالحكم. وليس من رأى أرسطو أن الحكم حق للثورة، أو أن الكثرة تباشر الحكم بجميع آحادها فذلك محال حدوثه في الواقع، بينما يرى أن رضاء الكثرة بالحكم هو الضمان لإخلاص الحكومة في خدمتهم. وقد سبق أرسطو إلى أهمية توزيع مهام الحكم كضمان لمنع التفرد، ورأى أن تنقسم الحكومة بين الاستشارة والإدارة والقضاء، وهى الصيغة التي عبر عنها مونتسكيو بعد قرون بمناداته بالفصل بين السلطات التشريعية والتنفيذية والقضائية. ولكن أرسطو عارض أستاذه أفلاطون في شيوع الملكية، كما عارضه في احتكار السلطة. وبمذهب أفلاطون وأرسطو تمت لأثينا رسالتها في فلسفة الحكومة.
وأتت رسالة روما بعد رسالة أثينا، وهي رسالة عملية يقل فيها نصيب الدراسات الفلسفية، وباستثناء القوانين المكتوبة، بقى من تراث روما في فلسفة الحكم كتابان كلاهما لخطيبها الأكبر «شيشرون» (106 / 43 ق م)، وهما كتاب «الجمهورية»، وكتاب «القوانين». وقد عرفت روما ضروب الحكم جميعًا مع تعدد أنواع الحكام وتعدد المحكومين، فعرفت الملك والجمهورية والقنصلية والدكتاتور العادل، والدكتاتور الظالم ورقابة الشيوخ الأعيان ورقابة الوكلاء الشعبيين. وعرفت الحكم الذي يقوم على حقوق العلية، والذى يقوم على حقوق العلية والعامة، والحكم الذي يستثنى منه الأرقاء، والحكم الذي يقبلون فيه بعض القبول، ومن ثم فقد تركت بتجاربها العملية رسالة عامرة بالنماذج والتطبيقات والتعديلات لا يستغنى عنها باحث دارس لنظم الحكم.
ومن أقوال خطيبها الأكبر شيشرون، أن أفضل المجتمعات هو المجتمع الذي يوافق إلهام الطبيعة ولا يعطل هذا الإلهام بزيغان المطامع والشهوات. وينكر رأى أفلاطون أن ذوى الاستعداد لفهم الشريعة قليلون، بل يرى على العكس أنه ما من إنسان إلا وهو قادر على فهم الشريعة كما توحيها الطبيعة.

## مقتطفات من الكتاب
هذه عجالةٌ في مذاهب الحكم التي تشيع في القرن العشرين، وقد صدق من قال: «لكل زمان دولة ورجال»، ويصدق مثله من يقول: إن لكل دولة مذهبًا في الحكم وفلاسفة يسجلون ذلك المذهب أو يروجونه، ولعل هذه المذاهب دليل محسوس على خطأ الذين يقولون ببقاء نظام الحكم على حال واحدة لا يتبدل منها غير الأسماء والعناوين، فإن التطور في مهام الحكومة وفي نظر المحكومين إليها يتجلى في عرض مذاهب الحكم منذ وُجدت للحكم فلسفة إلى أن ترددت مذاهبه التي تشيع بيننا اليوم في القرن العشرين.
وقد تطور الحكم قبل ظهور المذاهب الفلسفية التي تشرح قواعده ونظرياته، وانتقل الناس من تأليه الملوك إلى الإيمان بولايتهم الملك من عند الله، إلى الفصل بين السلطان الإلهي والسلطان الإنساني قبل انتشار الفلسفة السياسية وقبل انتشار الفلسفة على الإجمال، وكانت الأديان الكتابية الثلاثة آية بالغة من آيات هذا التطور البعيد، فكِتاب العهد القديم سِجلٌّ لزعامة النبي وزعامة القاضي وزعامة الملك مع الجمع بين الحكم والقداسة الدينية في حين والفصل بينهما بعد ذلك الحين، وخطبة السيد المسيح على الجبل دستور كامل للإنسان الصالح الذي ترتضيه المسيحية السمحة في كل مجتمع وفي ظل جميع الحكومات، والدين الإسلامي قد فصَّل مذهبه في الشورى والمساواة واحترام الإجماع، وسؤال أهل الذكر تفصيلًا يتناول أصول الحكومة ويوافق تطورها مع الزمن، وكانت هذه الأديان حجة لطلب الإصلاح، والكف من طغيان الإنسان في جميع العصور.
.........
الأمثولة التي اختارها سوريل لتكويف الجماهير حول الراية هي «إضراب عظيم» تتحفز نقابات العمال والصناع لإعلانه في وقت من الأوقات، ولا ضير في تصويره لهم في صورة الواقع القريب. وفحوى الأمثولة أن تُعرِض الطبقة الفقيرة عن الانتخابات، وتنصرف بجهودها كلها إلى تنظيم النقابات وإعدادها ليوم «الإضراب الأعظم» متى تم لها أن تقبض على أزمة الإنتاج في المجتمع كله، ويومئذٍ تُضرب عن العمل، وتشل حركة الطبقة العليا والطبقة الوسطى، وتبرم أمرها في إدارة المرافق العامة، وتوزيع مطالب المعيشة بالمبادلة والمقايضة أو بأسلوب المعاملة الذي تمليه الضرورة في حينها.
أيمكن هذا؟
في رأي سوريل أنه يمكن، ولكنه يرى أيضًا أن المهم هو فعل «الأمثولة» في نفوس المتمثلين به لا إمكان وقوعها بجميع أجزائها، وقد يقع الإضراب الأعظم أو لا يقع على طول الزمن، ولكنه ينفع في بلوغ غرضه، ويؤدي إلى نتيجة تهدي إلى ما بعدها. فالأماني التي أذاعها الحكيم الإيطالي «ماتسيني» بين قومه كانت كأضغاث الأحلام في رأي النقاد «المعقولين» … ولكن إيطاليا الحديثة لم تكن لتصبح شيئًا مذكورًا في العالم الأوروبي لولا تلك الأماني والأحلام.
........
يسأل السائلون: لماذا تحدث الثورات وتتجدد الحكومات إذا كانت تقوم دائمًا على الجذور الكامنة في الطبيعة البشرية؟
وجواب باريتو عن ذلك في كلمات معدودات: هو قانون «تناوُب الصفوة الممتازة لمقاليد الحكم بين الأجيال المتوالية". فمن الخطأ أن نتخيل أن الجماعة البشرية تظل على حالة واحدة؛ لأنها لا تخرج عن طبيعتها البشرية. فالجماعة البشرية خليط من الأنساب والأجناس والأمزجة والمدارك والمنافع والصناعات، وقد تكون شروط بقائها معروفة بالنسبة إلى الجماعات الأجنبية التي تزاحمها، ولكن الشروط الداخلية لا تستقر على حال، ولا تطرد على نسق واحد بين جميع الأجيال. فشرط البقاء في معترك الأمم يتلخص في المناعة والقوة، وبغير مناعة ولا قوة لا أمان على الدولة من الضياع أو الخضوع لمن ينازعونها. أما شروط البقاء للمجتمع في حياته الداخلية فهي متقلبة متجددة، وفقًا للتقلب والتجدد في تركيب عناصره، وزيادة بعضها ونقص بعضها، ونشاط فئة منها وانقباض فئة غيرها.
.......
الظاهرة المتكررة دائمًا في جميع الدول هي أن الحكم مهمة تنحصر في أيدٍ قليلة جدًّا بالنسبة إلى الجمهور المحكوم. هذه هي الظاهرة التي تكررت في جميع الدول، وستظل كما يعتقد موسكا متكررة إلى آخر الزمان؛ لأنها ثبتت بالتجربة والاستقرار، وبالاحتمال الممكن دون غيره عند تقليب المسألة على جميع الوجوه. ولا فرق في هذه الظاهرة بين حكومة الدكتاتور وحكومات الأمم النيابية التي يعم فيها حق الانتخابات إلى أوسع حدود التعميم. فمن الوهم أن يُفهم من «حكومة الفرد» أنها حكومة يديرها فرد واحد؛ لأن الفرد الواحد لا يستطيع إدارة الآلة الحكومية، ولا كسب النفوذ في المجتمع ما لم تؤيده «طبقة حاكمة» تلتف به، وتحقق إرادتها بتحقيق إرادته. ومن الوهم أيضًا أن يُفهم من كلمة الحكومة النيابية أن الكثرة الغالبة هي التي تدير دفة الحكومة بالأصالة أو بالنيابية، فليس بالصحيح أن يقال إن الناخبين اتفقوا على اختيار نائب عنهم، وإنما الصحيح أن قلة صغيرة جعلتهم ينتخبونه، وتمكنت بوسائلها المنظمة من تحويل أصوات الناخبين إليه، وهذه القلة الصغيرة هي «لجنة الإدارة» في الحزب الظافر بأكثر الأصوات، ولا حيلة لعشرات الألوف المتفرقين أمام مائة أو نحو المائة يتفقون في الغرض والحركة ونشر الدعوة، ويحكمون تدبيرهم بالمرانة الخاصة على أعمال الانتخاب.
ويحدث كثيرًا أن تكون الطبقة الحاكمة في الحزب الدستوري أو النيابي أقل عددًا من الطبقة الحاكمة التي تحيط بالدكتاتور أو الحاكم بأمره، وأن يكون نفوذ النيابيين أقوى وأصعب مقاومة من نفوذ المستبدين.
......
تعاقبت العصور وهي أشتات من الولايات المتفرقة تَخضع كل ولاية منها لأمير يحكمها على النظام العسكري، ويترقب منها طاعة المستسلم المعترف بضرورة هذه النظم العسكرية، فلم تتعود الوحدة القومية، ولم تتدرب على مراقبة حكامها، ولم تسرِ بينها عادات المشورة والمراجعة ولا الخبرة بترشيح من يسوسها في حدود هذه العادات وبرعاية من هدايتها، فلا جَرم سهل فيها وثوب المستبدين إلى مراكز السيطرة، وتعذَّر فيها إسقاط مستبد من هؤلاء بغير كارثة تصدمه من خارج بلاده، ولولا طول العهد باستبداد الحاكم وخضوع الرعية لكانت أحرى بمن هم أفضل من هؤلاء الحكام.
ونكاد نقول: إن نوع الحكومة لا يهم ما دام المحكومون على قسط وافر من الحاسة السياسية عارفين بحقوقهم مقتدرين على أخذ الولاة باحترامها، غير أن المبدأ القائل «بأن الحكم من الأمة للأمة» هو أصلح المبادئ لمجاراة هذه الحاسة السياسية في وجهتها، وهو المبدأ الذي يعطي المحكومين فرصة بعد فرصة لاختيار الأفضل من الساسة والأكفاء من القادة والولاة ورؤساء الدواوين.
وكما جاء في الأثر: «كما تكونوا يُوَلَّ عليكم».
وكما قال الأفوه الأودي:
تمضي الأمور بأهل الرأي ما صلحت    فإن توالت فبالأشرار تنقاد
لا يصلح الناس فوضى لا سراة لهم    ولا سراة إذا جهالهم سادوا 

## نقد وتعليقات
كتب الأستاذ رجائي عطية في صحيفة الشروق بتاريخ 17 فبراير 2021: "ارتأى الأستاذ العقاد أن يستطرد بعد كل ما عرضه، إلى تلخيص آراء الفلاسفة في القدر ـ من العصور الماضية، إلى العصر الحديث، قبل الانتقال إلى مذاهب الأديان ومذاهب العلماء الذين عرضوا لهذه المسألة من جانب العلوم الطبيعية كما عرفت في القرن العشرين. وهو يفصح أنه سيتخطى هنا الفلاسفة الدينيين لأنه سوف يعود إليهم بعد الكلام على مذاهب الأديان، وأنه سيبدأ بالفلاسفة الذين عرضوا للمسألة من جانب البحث الفلسفى بمعزل عن المذاهب الدينية.
لا يخفى على القارئ أن الأستاذ العقاد يريد بهذا التوسع ـ أن يجلى كمال الفلسفة القرآنية في هذه المسألة، فيما جلته من حقيقة يبدو كمالها لمن ينظر كيف كان النظر قبلها وفى غيرها.
ويبدأ الأستاذ العقاد جولته في آراء فلاسفة العصر الحديث، بالفيلسوف الإنجليزي "توماس هوب".. وهو يرى أن الإنسان يعمل ما يريد، ولكنه لا يريد ما يريد.. بل يريد ما فرضته عليه الوراثة، وطبيعة البيئة، وعادات المكان والزمان".

## وصلات خارجية
https://www.hindawi.org/books/38285964/ فلاسفة الحكم في العصر الحديث
https://alfeker.net/library/library.php?id=15250 نسخة محفوظة 18 يوليو 2022 على موقع واي باك مشين. فلاسفة الحكم في العصر الحديث
https://www.goodreads.com/book/show/8502783 فلاسفة الحكم في العصر الحديث
https://books-library.net/free-1155487933-download فلاسفة الحكم في العصر الحديث
https://archive.org/details/20201005_20201005_1501/page/n11/mode/2up فلاسفة الحكم في العصر الحديث